# Ipís
Ipís är en ort i Costa Rica.   Den ligger i provinsen San José, i den centrala delen av landet, 9 km öster om huvudstaden San José. Ipís ligger 1 352 meter över havet och antalet invånare är 26 669.
Terrängen runt Ipís är varierad, och sluttar västerut. Runt Ipís är det mycket tätbefolkat, med 1 221 invånare per kvadratkilometer. Närmaste större samhälle är San José, 8,5 km väster om Ipís. Omgivningarna runt Ipís är en mosaik av jordbruksmark och naturlig växtlighet.